# Backstop (sport)

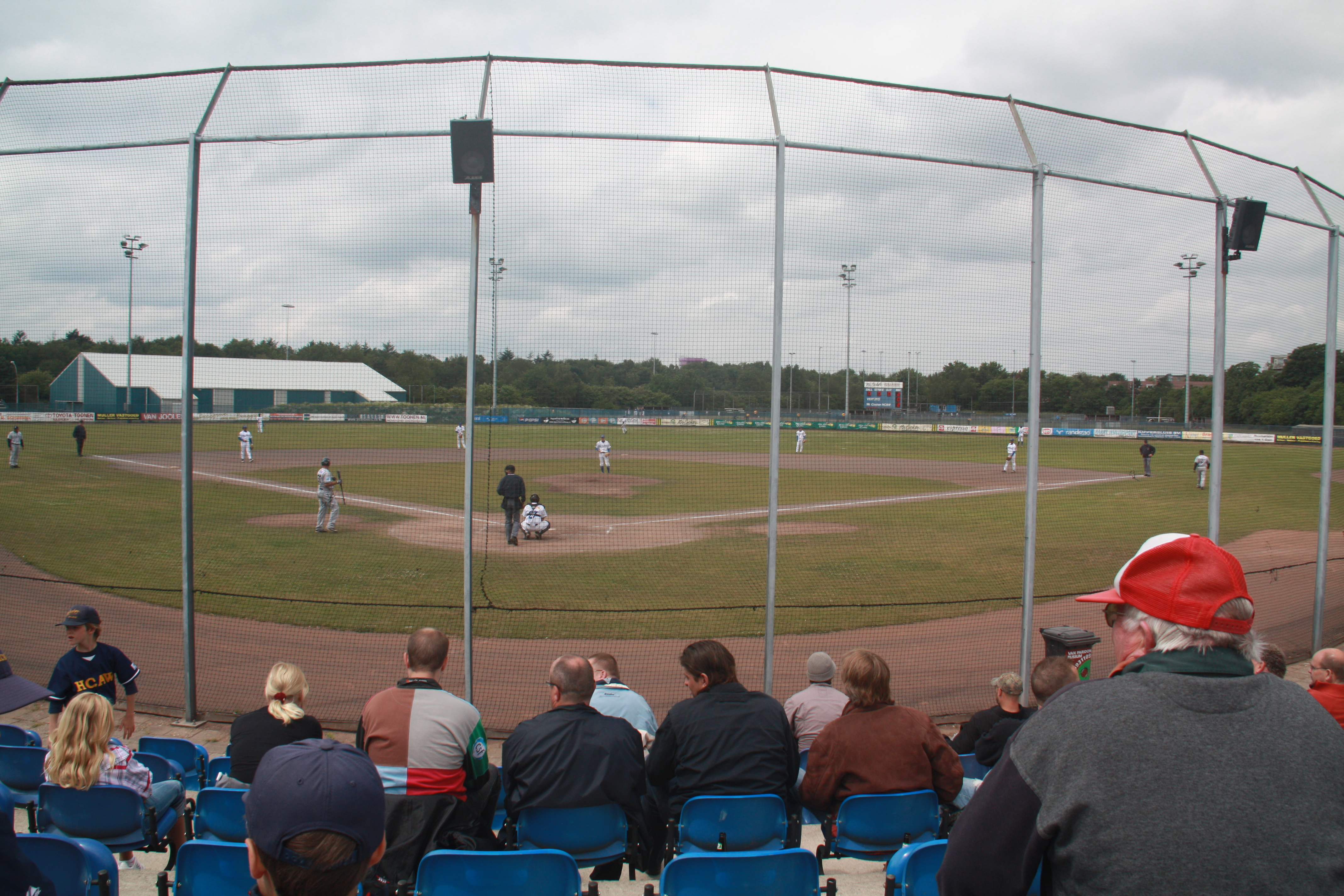
De backstop bij HCAW. Een net gespannen voor een frame van metalen balken.

De backstop is het scherm achter de thuisplaat bij honkbal en softbal. Dit heeft een vangnetfunctie, maar hoeft niet als vangnet uitgevoerd te zijn.
Het scherm voorkomt dat foul balls (fout geslagen ballen) en wilde worpen (verkeerd gegooide ballen door de pitcher die te ver van de thuisplaat afwijken) de toeschouwers zouden kunnen raken. Er zijn verschillende uitvoeringen van een backstop in gebruik, afhankelijk van de vormgeving van het stadion en de capaciteit.